# Nigel Winterburn
Nigel Winterburn (* 11. Dezember 1963 in Nuneaton, Warwickshire) ist ein ehemaliger englischer Fußballspieler. Der mit 1,73 Meter klein gewachsene und sehr agile linke Außenverteidiger war vor allem für seine lange Zugehörigkeit zum FC Arsenal gegen Ende der 1980er und in den 1990er Jahren bekannt, bildete mit Tony Adams, David O’Leary (später ersetzt durch Martin Keown) und Lee Dixon eine der bekanntesten Verteidigungsreihen im englischen Fußball und gewann drei nationale Meisterschaften (1989, 1991, 1998), zwei FA-Cup-Trophäen (1993, 1998), einmal den Ligapokal (1993), sowie 1994 den Europapokal der Pokalsieger.

## Profikarriere

### Im Verein

#### Anfänge: Birmingham, Oxford, Wimbledon (1981–1987)
Winterburn begann seine Laufbahn bei Birmingham City, wo er aber in der ersten Mannschaft genauso wenig zum Zuge kam wie im Jahr darauf bei Oxford United. Ablösefrei verpflichtete ihn schließlich 1983 der damals beim damaligen Drittligisten FC Wimbledon verantwortliche Trainer Dave Bassett. Als Teil der „Crazy Gang“, wie die Mannschaft aufgrund ihrer robusten Art genannt wurde, war er dort als linker Außenverteidiger äußerst erfolgreich und stieg 1986 in die erstklassige First Division auf. Dort etablierte er sich an der Seite von Spielern wie John Fashanu und Lawrie Sanchez überraschend in der oberen Tabellenhälfte und erreichte dazu im FA Cup das Viertelfinale. Längst hatte er mit seinen beständigen Leistungen, die ihm in allen vier Jahren die vereinsinterne Auszeichnung zum „besten Spieler der abgelaufenen Saison“ eingebracht hatte, und als englischer U-21-Nationalspieler den Fokus größerer Vereine auf sich gezogen und so wurde 1987 mit George Graham der Trainer des FC Arsenal vorstellig, der Ausschau nach einer langfristigen Alternative für den in die Jahre gekommenen Kenny Sansom hielt.

#### FC Arsenal (1987–2000)
Für 407.000 britische Pfund wechselte Winterburn dann schließlich nach „Highbury“, wie die damalige Spielstätte des FC Arsenal hieß. Obwohl ihm Sansom, der auch in der englischen Nationalmannschaft noch Stammspieler war, noch als Linksverteidiger vorgezogen wurde, war er als „Notlösung“ auf der rechten Abwehrseite direkt fester Bestandteil der Mannschaft – dort war nach dem Abgang von Viv Anderson eine Lücke entstanden, die Graham zunächst nicht anderweitig zu schließen in der Lage war. Der „Linksfuß“ war in seiner ersten Saison für die „Gunners“ dann in zwei weithin beachtete Vorfälle involviert. Zunächst verhöhnte er in einem FA-Cup-Spiel gegen Manchester United lautstark den gegnerischen Stürmer Brian McClair, nachdem dieser kurz vor Spielende einen Elfmeter verschossen hatte. Für dieses unsportliche Verhalten wurde Winterburn in der Öffentlichkeit stark kritisiert und als Arsenal später im Endspiel des Ligapokals 1987/88 stand, war es ausgerechnet Winterburn, der 15 Minuten vor Ende der regulären Spielzeit gegen Luton Town beim Stand von 2:1 einen Strafstoß vergab und damit ungewollt die Wende einleitete, die in eine 2:3-Niederlage gegen den Außenseiter mündete.
Als Sansom im Sommer 1988 den Verein verließ, wechselte Winterburn auf die gewohnte linke Position, die er fortan über einen Zeitraum von mehr als einem Jahrzehnt für Arsenal bekleiden sollte. Gemeinsam mit Lee Dixon, dem „Gegenstück“ auf der rechten Seite, bildete er mit den beiden Innenverteidigern Tony Adams – gleichzeitig Mannschaftskapitän – und dem Routinier David O’Leary eine erfolgreiche Viererkette. Häufig wurde diese noch durch Steve Bould, der sich Arsenal während der Saison 1988/89 anschloss, zu einem Fünfer-Abwehrverbund ergänzt. Kennzeichnend für seine Spielweise waren neben dem zweikampfstarken Defensivverhalten seine Offensivvorstöße über die Außenbahn, die zumeist über einen Doppelpass eingeleitet wurden. Dazu kamen genaue Hereingaben in den gegnerischen Strafraum, wozu auch weite Einwürfe zählten. Erster sportlicher Höhepunkt war dann im Jahr 1989 das letzte Meisterschaftsspiel in der englischen Liga beim Titelverteidiger FC Liverpool in Anfield, in dem die „Gunners“ einen Sieg mit zwei Toren Differenz benötigten, um an Liverpool vorbeizuziehen und den Titel zu gewinnen. Winterburn bereitete kurz nach Beginn der zweiten Spielhälfte per Freistoß den Führungstreffer von Alan Smith vor, der dann mit dem letzten Angriff des Spiels von Michael Thomas noch zum unverhofften 2:0 ausgebaut wurde. Die 1990 um Torhüter David Seaman erweiterte Defensivformation gewann 1991 eine weitere englische Meisterschaft und verlor im Verlauf der Saison nur eine einzige Partie. Zwei Jahre später erweiterte Winterburn seine persönliche Trophäensammlung und siegte erstmals in den beiden heimischen Pokalwettbewerben. Sowohl im FA Cup als auch im Ligapokal gewann Arsenal mit jeweils 2:1 gegen Sheffield Wednesday – im Falle des FA Cups war dazu ein Wiederholungsspiel notwendig gewesen. Damit qualifizierte sich der Klub für den Europapokal der Pokalsieger, den Winterburn nach einem 1:0-Finalerfolg über den mit dem hoch dekorierten Angriffstrio Faustino Asprilla, Tomas Brolin und Gianfranco Zola ausgestatteten AC Parma 1994 schließlich auch gewann. Dieser Triumph war zudem der erste europäische Erfolg des FC Arsenal nach 24 Jahren. Im folgenden Jahr erreichte der Verein mit einem in allen Spielen vertretenen Nigel Winterburn erneut das Finale des gleichen Wettbewerbs. In diesem verloren die „Gunners“ gegen Real Saragossa jedoch kurz vor Beendigung der Verlängerung beim Stand von 1:1 durch einen Weitschuss von Nayim, der ironischerweise zuvor bei Tottenham Hotspur, dem Lokalrivalen des FC Arsenal, gespielt hatte. Ab der Spielzeit 1995/96 schlüpfte Winterburn häufiger in die Rolle des „Wingbacks“ als offensiver Außenverteidiger und zeigte sich mit zwei Ligatoren aus dem laufenden Spiel heraus – eines davon gegen den Ex-Klub aus Wimbledon – ungewöhnlich treffsicher.
Als zum Ende des Jahres 1996 Arsène Wenger das Traineramt beim FC Arsenal übernahm und den Verein grundlegenden Reformen in Bezug auf Fitness-, Ernährungs- und Disziplinfragen unterwarf, zeigte sich schnell, dass Winterburn zu den Profiteuren zählen würde. Entgegen der Befürchtung, dass er mit seinen mittlerweile 33 Jahren zum „alten Eisen“ gehören und wegen der fehlenden technischen Finesse den Anforderungen des Franzosen nicht genügen würde, war Winterburn – auch dank der vergleichsweise geringen Verletzungspausen – in der linken Wingback-Rolle Stammspieler in einer Mannschaft, die nur 32 Ligatore kassierte und zugleich den Sprung auf den dritten Rang bewerkstelligte. Nach sich zerschlagenden Gerüchten im Sommer 1997, die darüber spekulierten, dass Winterburn durch Graeme Le Saux von den Blackburn Rovers ersetzt werden sollte, war Winterburn auch in der Saison 1997/98 weiter Leistungsträger der Gunners, die schließlich sogar das Double aus englischer Meisterschaft und FA Cup errangen. Der „Altmeister“ auf der linken Seite harmonierte dabei sehr gut mit dem Flügelspieler Marc Overmars und sorgte gegen den FC Chelsea kurz vor Schluss mit einem spektakulären Weitschusstor für einen 3:2-Sieg.
Die letzten beiden Arsenal-Jahre verliefen für Winterburn ohne weitere sportliche Höhepunkte. Eingeleitet wurde das Ende zunächst durch eine Oberschenkelverletzung im November 1998, durch die er einige Spiele verpasste. Der ursprünglich zum Sommer 1999 auslaufende Vertrag wurde noch einmal verlängert, aber nach einigen Einsätzen zu Beginn der Spielzeit 1999/2000 sorgte eine weitere Blessur mit dafür, dass ihn der Brasilianer Sylvinho sukzessive verdrängte – dazu kam mit Ashley Cole weitere Konkurrenz aus der eigenen Jugendabteilung. Auch im UEFA-Pokalfinale 2000, in dem Arsenal gegen Galatasaray Istanbul verlor, stand Sylvinho anstelle von Winterburn in der Mannschaft und nur wenige Wochen später wechselte der 36-Jährige für 250.000 Pfund ins Londoner East End zum Ligakonkurrenten West Ham United.

#### West Ham United (2000–2003)
Mit 31 Premier-League-Spielen in seinem ersten Jahr im Upton Park fügte sich Winterburn bei den „Hammers“ ohne größere Eingewöhnungszeit gut ein, entwickelte sich auf der linken Seite sowohl im Abwehrbereich als auch im Mittelfeld auf Anhieb zu einem Publikumsliebling, sicherte per Flugkopfball einen 1:0-Auswärtssieg bei Leeds United und harmonierte besonders gut mit dem Italiener Paolo Di Canio. Auch in der Saison 2001/02 war bei Winterburn von altersbedingt nachlassenden Leistungen wenig zu merken und so verlängerte er den anfänglich auf zwei Jahre ausgelegten Vertrag um zwölf weitere Monate. In seiner letzten Profisaison ereilte ihn aber schließlich in mehrfacher Hinsicht das Pech. Zunächst brach er sich im Februar 2003 das Handgelenk, wodurch eine Operation und eine Pause bis zum Ende der Spielzeit notwendig wurde. Darüber hinaus musste er tatenlos mit ansehen, wie er erstmals in seiner Karriere ein Erstligaabstiegs ereilte. Im Juli 2003 verkündete er dann das Ende seiner aktiven Laufbahn, wobei diese Entscheidung auch im Tod seines Vaters zu Beginn des Jahres begründet lag.

### Englische Nationalmannschaft
Winterburn debütierte 1989 für die englische A-Nationalmannschaft und wurde bei einem 0:0 gegen Italien eingewechselt. Obwohl weite Teile der Medienlandschaft und Arsenals Trainer die Vorzüge von Winterburn für die linke Abwehrseite Englands betonten, stellte er für den Nationaltrainer Bobby Robson hinter Stuart Pearce und Tony Dorigo lediglich die dritte Wahl im Vorfeld der WM 1990 in Italien dar. Da sich keiner der beiden favorisierten Spieler bei der Nominierung für das Turnier verletzt hatte, verzichtete Robson auf Winterburn, der somit vorerst nur noch bei Länderspielen der B-Nationalmannschaft zum Einsatz kam.
Nach dem Doppelerfolg aus FA Cup und Ligapokal im Jahr 1993 erarbeitete er sich eine weitere Chance in der nun von Graham Taylor trainierten Mannschaft. Bei einem Miniturnier in den Vereinigten Staaten kam er über ein Einwechslung für Flügelspieler Lee Sharpe gegen Deutschland zu seinem zweiten und letzten Auftritt für die englische Nationalmannschaft. Ein letztes Mal berief ihn der englische (Interims-)Nationaltrainer Howard Wilkinson im Jahre 1999 für ein Freundschaftsspiel gegen Frankreich in den Kader. Dort kam er jedoch bei der 0:2-Niederlage als einziger Arsenal-Spieler aus der bekannten Defensivreihe nicht zum Einsatz und wurde von Graeme Le Saux auf der Position des Linksverteidigers vertreten.

## Nach der aktiven Karriere
Neben gelegentlichen Auftritten als Fußballexperte in diversen englischen Medienformaten sammelte Winterburn erste Trainererfahrungen als Assistent von Paul Ince bei den Blackburn Rovers. Als „Defensivspezialist“ betreute er zwischen Juli und Dezember 2008 die Abwehrspieler der „Rovers“, bevor er nach der Entlassung von Ince ebenfalls seinen Platz räumen musste, da dessen Nachfolger Sam Allardyce für ihn keine Verwendung mehr hatte.

## Titel/Auszeichnungen
- Europapokal der Pokalsieger (1): 1994
- Englische Meisterschaft (3): 1989, 1991, 1998
- FA Cup (2): 1993, 1998
- Englischer Ligapokal (1): 1993
- Charity Shield (3): 1991, 1998, 1999